# Boston Bar
Boston Bar är en ort i Kanada.   Den ligger i provinsen British Columbia, i den södra delen av landet, 3 400 km väster om huvudstaden Ottawa. Boston Bar ligger 143 meter över havet och antalet invånare är 200.
Terrängen runt Boston Bar är huvudsakligen bergig, men åt sydost är den kuperad. Boston Bar ligger nere i en dal som går i nord-sydlig riktning. Trakten runt Boston Bar är nära nog obefolkad, med mindre än två invånare per kvadratkilometer.. Det finns inga andra samhällen i närheten.
I omgivningarna runt Boston Bar växer i huvudsak barrskog.